# Bernardo Canal
Bernardo Canal (Venecia, Italia, 1664-1744) fue un pintor italiano del siglo XVII. Fue padre del conocido pintor Canaletto (Giovanni Antonio Canal) y seguidor de Luca Carlevarijs (1663-1730).

## Vida
En 1695 contrajo matrimonio con Artemisia Barbieri. En 1717 aparece registrado por primera vez en el gremio de pintores venecianos donde se le reconoce como Miembro del Colegio de pintores. Dicha organización le otorga, el 28 de diciembre de 1739, el título de prior. Tuvo dos hijos de nombres Cristoforo y Antonio, este último, se convirtió en el gran pintor Canaletto, quién comenzó en la pintura junto a su padre.
Canal se dedicó, principalmente, a pintar escenografías para teatro para obras de Vivaldi, Chelleri, Pollarolo  y Orlandini en teatros venecianos de Sant'Angelo y San Cassiano. Posteriormente comenzó a pintar escenas urbanas de Venecia, uniéndose, como su hijo, al movimiento del veduttismo.
Su estilo, parecido al de su hijo, se caracterizó por la meticulosidad en el detalle arquitectónico y la técnica de luminosidad.